# Plavecký Peter
Plavecký Peter je obec na Slovensku v okrese Senica. První písemná zmínka o obci pochází z roku 1394. Rozloha katastrálního území je 14,78 km². Žije zde 607 obyvatel.

## Přírodní poměry
Ve správním území obce leží přírodní rezervace Kamenec a zasahuje do něj část chráněného areálu Rudava.

## Pamětihodnosti
V stojí renesanční římskokatolický kostel svatého Petra a Pavla z roku 1600. V roce 1990 byl zdejší soubor lidové venkovské architektury prohlášen za památkovou rezervaci.

## Osobnosti
- Štefan Polák (1940–1987), římskokatolický kněz